# Parma Associazione Calcio 2002-2003
Questa voce raccoglie le informazioni riguardanti il Parma Associazione Calcio nelle competizioni ufficiali della stagione 2002-2003.

## Stagione
Nella stagione 2002-2003 arriva a Parma Cesare Prandelli per la panchina, oltre all'ingaggio di Adriano (in compartecipazione dall'Inter). Proprio l'attaccante brasiliano, con 17 reti, si distingue in stagione assieme al compagno di reparto, il rumeno Adrian Mutu, autore di 22 gol. 
Nel precampionato la squadra viene sconfitta dalla Juventus nella Supercoppa, mancando la conquista del trofeo. I ducali disputano un campionato nelle prime posizioni, utili per poter partecipare alle coppe; La matematica qualificazione alla zona UEFA, con 56 punti, giunge però solo nell'ultimo turno, grazie alla vittoria esterna (0-2) contro un Empoli già salvo. Male i percorsi nelle altre competizioni stagionali: in Coppa Italia i crociati escono subito dal torneo contro il Vicenza, mentre in Coppa UEFA superano nel primo turno il CSKA Mosca, prima di essere elimitati nel secondo turno dai polacchi dal Wisla Cracovia.

## Divise e sponsor

Il neoacquisto Adriano, protagonista della stagione con 17 gol, qui con indosso la seconda maglia bianca; sulla manica sinistra, il logo celebrativo per il novantenario del club.

Il fornitore di materiale tecnico per la stagione 2002-2003 fu Champion, mentre gli sponsor ufficiali furono Parmalat per il campionato e Santàl per le coppe.
| Casa | Trasferta | Terza divisa |

## Organigramma societario
Area direttiva
- Presidente: Stefano Tanzi
- Direttore generale: Luca Baraldi
- Direttore tecnico: Arrigo Sacchi
- Team manager: Lorenzo Minotti

Area tecnica
- Allenatore: Cesare Prandelli
- Allenatore in seconda: Gabriele Pin
- Collaboratori tecnici: Renzo Castellato, Enrico Cannata, Daniele Zoratto
- Preparatore dei portieri: Vincenzo Di Palma
- Preparatore atletico: Giambattista Venturati
- Medico sociale: Luca Montagna

## Rosa
| N. |                       | Ruolo | Calciatore         |
| -- | --------------------- | ----- | ------------------ |
| 1  | Francia (bandiera)    | P     | Sébastien Frey     |
| 2  | Italia (bandiera)     | D     | Aimo Diana         |
| 3  | Italia (bandiera)     | D     | Gianluca Falsini   |
| 3  | Italia (bandiera)     | D     | Giuseppe Cardone   |
| 4  | Slovacchia (bandiera) | D     | Vratislav Greško   |
| 4  | Italia (bandiera)     | C     | Filippo Porcari    |
| 5  | Italia (bandiera)     | D     | Daniele Bonera     |
| 6  | Italia (bandiera)     | C     | Simone Barone      |
| 7  | Italia (bandiera)     | C     | Marco Marchionni   |
| 8  | Francia (bandiera)    | C     | Sabri Lamouchi     |
| 9  | Brasile (bandiera)    | A     | Adriano            |
| 10 | Giappone (bandiera)   | C     | Hidetoshi Nakata   |
| 11 | Italia (bandiera)     | A     | Emiliano Bonazzoli |
| 11 | Colombia (bandiera)   | C     | Johnnier Montaño   |
| 13 | Argentina (bandiera)  | D     | Gabriel Oyola      |
| 14 | Italia (bandiera)     | D     | Stefano Torrisi    |
| 15 | Italia (bandiera)     | C     | Alessandro Rosina  |

| N. |                      | Ruolo | Calciatore          |
| -- | -------------------- | ----- | ------------------- |
| 16 | Brasile (bandiera)   | C     | Júnior              |
| 17 | Italia (bandiera)    | C     | Emanuele Filippini  |
| 18 | Italia (bandiera)    | A     | Alberto Gilardino   |
| 19 | Italia (bandiera)    | A     | Roberto Massaro     |
| 20 | Italia (bandiera)    | A     | Marco Di Vaio       |
| 20 | Romania (bandiera)   | A     | Adrian Mutu         |
| 21 | Italia (bandiera)    | D     | Matteo Ferrari      |
| 22 | Brasile (bandiera)   | P     | Cláudio Taffarel    |
| 23 | Australia (bandiera) | C     | Mark Bresciano      |
| 24 | Italia (bandiera)    | D     | Sebastiano Siviglia |
| 25 | Italia (bandiera)    | P     | Alfonso De Lucia    |
| 26 | Italia (bandiera)    | C     | Matteo Brighi       |
| 27 | Italia (bandiera)    | D     | Antonio Benarrivo   |
| 28 | Italia (bandiera)    | D     | Paolo Cannavaro     |
| 29 | Italia (bandiera)    | C     | Massimo Donati      |
| 29 | Italia (bandiera)    | D     | Alessandro Pierini  |

## Risultati

### Serie A

#### Girone di andata
| Arbitro: | Morganti (Ascoli Piceno) |

|                                                     |           |                                      |
| M. Ferrari 15’ Mutu 27’ Bonazzoli 53’ Gilardino 74’ | Marcatori | 14’ Appiah 25’, 60’ (rig.) R. Baggio |

| Arbitro: | Dondarini (Finale Emilia) |

|             |           |             |
| Alberto 54’ | Marcatori | 24’ Adriano |

| Arbitro: | Treossi (Forlì) |

|                          |           |  |
| Lamouchi 14’ Adriano 47’ | Marcatori |  |

| Arbitro: | Cassarà (Palermo) |

|                           |           |                        |
| Tudor 87’ Del Piero 90+5’ | Marcatori | 66’ Nakata 81’ Adriano |

| Arbitro: | Saccani (Mantova) |

|                     |           |                       |
| Mutu 20’ Donati 53’ | Marcatori | 64’, 72’ Gio. Tedesco |

| Arbitro: | Rodomonti (Roma) |

|                         |           |          |
| Fabbrini 67’ Kamara 85’ | Marcatori | 41’ Mutu |

| Arbitro: | Pellegrino (Barcellona Pozzo di Gotto) |

|                     |           |               |
| Nakata 14’ Mutu 71’ | Marcatori | 85’ Comandini |

| Arbitro: | Tombolini (Ancona) |

|  |           |                  |
|  | Marcatori | 90+4’ Pellissier |

| Roma 10 novembre 2002 9ª giornata | Lazio             | 0 – 0 referto | Parma | Stadio Olimpico (37 155 spett.)\| Arbitro: \| Messina (Bergamo) \| |
| Arbitro:                          | Messina (Bergamo) |               |       |                                                                    |

| Arbitro: | Bertini (Arezzo) |

|                              |           |                  |
| Pirlo 48’ (rig.), 70’ (rig.) | Marcatori | 63’ E. Filippini |

| Arbitro: | Collina (Viareggio) |

|                                    |           |  |
| Bonazzoli 11’, 72’ Mutu 23’ (rig.) | Marcatori |  |

| Arbitro: | Gabriele (Frosinone) |

|  |           |                                      |
|  | Marcatori | 16’ Brighi 24’ Mutu 50’, 67’ Adriano |

| Arbitro: | Trentalange (Torino) |

|                  |           |  |
| Adriano 57’, 80’ | Marcatori |  |

| Arbitro: | Trentalange (Torino) |

|               |           |             |
| Cruz 42’, 44’ | Marcatori | 28’ Adriano |

| Arbitro: | Collina (Viareggio) |

|          |           |                                 |
| Mutu 56’ | Marcatori | 37’ Di Biagio 76’ (rig.) Recoba |

| Arbitro: | Rodomonti (Roma) |

|           |           |          |
| Tosto 47’ | Marcatori | 29’ Mutu |

| Arbitro: | Collina (Viareggio) |

|                        |           |  |
| Gilardino 13’ Mutu 82’ | Marcatori |  |

#### Girone di ritorno
| Arbitro: | Farina (Novi Ligure) |

|               |           |            |
| R. Baggio 40’ | Marcatori | 33’ Bonera |

| Arbitro: | Rodomonti (Roma) |

|                                   |           |                              |
| Adriano 11’ Barone 56’ Nakata 85’ | Marcatori | 58’ Pizarro 90+’ Jankulovski |

| Arbitro: | Palanca (Roma) |

|                           |           |                             |
| Caccia 66’ N. Amoruso 78’ | Marcatori | 30’ (rig.), 88’ (rig.) Mutu |

| Arbitro: | Pellegrino (Barcellona Pozzo di Gotto) |

|          |           |                             |
| Mutu 90’ | Marcatori | 13’ Di Vaio 30’ Tacchinardi |

| Arbitro: | Bertini (Arezzo) |

|            |           |                            |
| Grosso 51’ | Marcatori | 30’ Adriano 72’ M. Ferrari |

| Arbitro: | Rodomonti (Roma) |

|             |           |             |
| Adriano 26’ | Marcatori | 28’ Scoponi |

| Bergamo 9 marzo 2003 24ª giornata | Atalanta         | 0 – 0 referto | Parma | Stadio Atleti Azzurri d'Italia (14 994 spett.)\| Arbitro: \| Rosetti (Torino) \| |
| Arbitro:                          | Rosetti (Torino) |               |       |                                                                                  |

| Arbitro: | Bolognino (Milano) |

|  |           |                                                 |
|  | Marcatori | 6’ Mutu 59’ Nakata 67’ Lamouchi 90+1’ Gilardino |

| Arbitro: | Messina (Bergamo) |

|                          |           |               |
| Cardone 4’ Adriano 90+2’ | Marcatori | 50’ Stanković |

| Arbitro: | Farina (Novi Ligure) |

|             |           |  |
| Adriano 77’ | Marcatori |  |

| Arbitro: | Trefoloni (Siena) |

|                        |           |             |
| Totti 45+1’ Guigou 73’ | Marcatori | 40’ Adriano |

| Arbitro: | Castellani (Verona) |

|                 |           |  |
| Mutu 75’ (rig.) | Marcatori |  |

| Reggio Calabria 27 aprile 2003 30ª giornata | Reggina               | 0 – 0 referto | Parma | Stadio Oreste Granillo (23 528 spett.)\| Arbitro: \| Racalbuto (Gallarate) \| |
| Arbitro:                                    | Racalbuto (Gallarate) |               |       |                                                                               |

| Arbitro: | Pellegrino (Barcellona Pozzo di Gotto) |

|          |           |                             |
| Mutu 65’ | Marcatori | 60’ Paramatti 67’ Locatelli |

| Arbitro: | Ayroldi (Molfetta) |

|            |           |          |
| Kallon 37’ | Marcatori | 64’ Mutu |

| Arbitro: | Cassarà (Palermo) |

|                                    |           |                        |
| Gilardino 67’ Adriano 70’ Mutu 89’ | Marcatori | 33’ Maresca 40’ Hübner |

| Arbitro: | Rodomonti (Roma) |

|  |           |                           |
|  | Marcatori | 16’ Mutu 86’ E. Filippini |

### Coppa Italia
| Arbitro: | Farina (Novi Ligure) |

|                              |           |  |
| Veronese 11’ Jeda 67’ (rig.) | Marcatori |  |

| Arbitro: | Dondarini (Finale Emilia) |

|                             |           |                      |
| Bonazzoli 24’ Gilardino 63’ | Marcatori | 98’ (gg) Cristallini |

### Coppa UEFA
| Arbitro: | Kasnaferis |

|           |           |          |
| Popov 67’ | Marcatori | 53’ Mutu |

| Arbitro: | Rennie |

|                          |           |                |
| Adriano 8’ Mutu 66’, 90’ | Marcatori | 37’, 43’ Semak |

| Arbitro: | Yefet |

|                     |           |              |
| Donati 26’ Mutu 74’ | Marcatori | 46’ Żurawski |

| Arbitro: | Delevic |

|                                             |           |            |
| Kosowski 70’ Żurawski 80’, 94’ Dubicki 107’ | Marcatori | 6’ Adriano |

### Supercoppa italiana
| Arbitro: | Farina (Novi Ligure) |

|                    |           |             |
| Del Piero 38’, 73’ | Marcatori | 64’ Di Vaio |

## Statistiche

### Statistiche di squadra
| Competizione        | Punti | In casa | In casa | In casa | In casa | In casa | In casa | In trasferta | In trasferta | In trasferta | In trasferta | In trasferta | In trasferta | Totale | Totale | Totale | Totale | Totale | Totale | DR  |
| Competizione        | Punti | G       | V       | N       | P       | Gf      | Gs      | G            | V            | N            | P            | Gf           | Gs           | G      | V      | N      | P      | Gf     | Gs     | DR  |
| ------------------- | ----- | ------- | ------- | ------- | ------- | ------- | ------- | ------------ | ------------ | ------------ | ------------ | ------------ | ------------ | ------ | ------ | ------ | ------ | ------ | ------ | --- |
| Serie A             | 56    | 17      | 11      | 2       | 4       | 31      | 19      | 17           | 4            | 9            | 4            | 24           | 17           | 34     | 15     | 11     | 8      | 55     | 36     | +19 |
| Coppa Italia        | -     | 1       | 1       | 0       | 0       | 2       | 1       | 1            | 0            | 0            | 1            | 0            | 2            | 2      | 1      | 0      | 1      | 2      | 3      | -1  |
| Coppa UEFA          | -     | 2       | 2       | 0       | 0       | 5       | 3       | 2            | 0            | 1            | 1            | 2            | 5            | 4      | 2      | 1      | 1      | 7      | 8      | -1  |
| Supercoppa italiana | -     | -       | -       | -       | -       | -       | -       | -            | -            | -            | -            | -            | -            | 1      | 0      | 0      | 1      | 1      | 2      | -1  |
| Totale              | -     | 20      | 14      | 2       | 4       | 38      | 23      | 20           | 4            | 10           | 6            | 26           | 24           | 41     | 18     | 12     | 11     | 65     | 49     | +16 |

### Statistiche dei giocatori
Sono in corsivo i calciatori che hanno lasciato la società a stagione in corso.

| Giocatore     | Serie A  | Serie A | Serie A     | Serie A    | Coppa Italia | Coppa Italia | Coppa Italia | Coppa Italia | Coppa UEFA | Coppa UEFA | Coppa UEFA  | Coppa UEFA | Supercoppa italiana | Supercoppa italiana | Supercoppa italiana | Supercoppa italiana | Totale   | Totale | Totale      | Totale     |
| Giocatore     | Presenze | Reti    | Ammonizioni | Espulsioni | Presenze     | Reti         | Ammonizioni  | Espulsioni   | Presenze   | Reti       | Ammonizioni | Espulsioni | Presenze            | Reti                | Ammonizioni         | Espulsioni          | Presenze | Reti   | Ammonizioni | Espulsioni |
| ------------- | -------- | ------- | ----------- | ---------- | ------------ | ------------ | ------------ | ------------ | ---------- | ---------- | ----------- | ---------- | ------------------- | ------------------- | ------------------- | ------------------- | -------- | ------ | ----------- | ---------- |
| Adriano       | 28       | 15      | 0           | 0          | 1            | 0            | 0            | 0            | 2          | 2          | 0           | 0          | 1                   | 0                   | 0                   | 0                   | 32       | 17     | 0           | 0          |
| S. Barone     | 29       | 1       | 2           | 0          | 2            | 0            | 0            | 0            | 2          | 0          | 1           | 0          | 1                   | 0                   | 0                   | 0                   | 34       | 1      | 3           | 0          |
| A. Benarrivo  | 19       | 0       | 5           | 0          | -            | -            | -            | -            | 4          | 0          | 1           | 0          | -                   | -                   | -                   | -                   | 23       | 0      | 6           | 0          |
| E. Bonazzoli  | 8        | 3       | 0           | 0          | 2            | 1            | 0            | 0            | 4          | 0          | 0           | 0          | 1                   | 0                   | 0                   | 0                   | 15       | 4      | 0           | 0          |
| D. Bonera     | 32       | 1       | 6           | 0          | 1            | 0            | 0            | 0            | 4          | 0          | 1           | 0          | 1                   | 0                   | 1                   | 0                   | 38       | 1      | 8           | 0          |
| M. Bresciano  | 24       | 0       | 1           | 0          | 2            | 0            | 0            | 0            | 1          | 0          | 0           | 0          | -                   | -                   | -                   | -                   | 27       | 0      | 1           | 0          |
| M. Brighi     | 22       | 1       | 2           | 0          | -            | -            | -            | -            | 3          | 0          | 0           | 0          | -                   | -                   | -                   | -                   | 25       | 1      | 2           | 0          |
| P. Cannavaro  | 14       | 0       | 2           | 0          | 2            | 0            | 1            | 0            | -          | -          | -           | -          | -                   | -                   | -                   | -                   | 16       | 0      | 3           | 0          |
| G. Cardone    | 13       | 1       | 1           | 0          | -            | -            | -            | -            | -          | -          | -           | -          | -                   | -                   | -                   | -                   | 13       | 1      | 1           | 0          |
| A. Diana      | 5        | 0       | 0           | 0          | 2            | 0            | 0            | 0            | 1          | 0          | 1           | 0          | 1                   | 0                   | 1                   | 0                   | 9        | 0      | 2           | 0          |
| M. Di Vaio    | -        | -       | -           | -          | -            | -            | -            | -            | -          | -          | -           | -          | 1                   | 1                   | 0                   | 0                   | 1        | 1      | 0           | 0          |
| M. Donati     | 7        | 1       | 1           | 0          | 2            | 0            | 0            | 0            | 3          | 1          | 0           | 0          | 1                   | 0                   | 0                   | 0                   | 13       | 2      | 1           | 0          |
| G. Falsini    | -        | -       | -           | -          | -            | -            | -            | -            | -          | -          | -           | -          | 1                   | 0                   | 0                   | 0                   | 1        | 0      | 0           | 0          |
| M. Ferrari    | 32       | 2       | 5           | 1          | -            | -            | -            | -            | 4          | 0          | 1           | 0          | 1                   | 0                   | 0                   | 0                   | 37       | 2      | 6           | 1          |
| E. Filippini  | 30       | 2       | 9           | 0          | 1            | 0            | 0            | 0            | 3          | 0          | 2           | 0          | -                   | -                   | -                   | -                   | 34       | 2      | 11          | 0          |
| S. Frey       | 34       | -36     | 1           | 0          | -            | -            | -            | -            | 4          | -8         | 0           | 0          | 1                   | -2                  | 0                   | 0                   | 39       | -46    | 1           | 0          |
| A. Gilardino  | 24       | 4       | 0           | 0          | 2            | 1            | 0            | 0            | 2          | 0          | 0           | 0          | -                   | -                   | -                   | -                   | 28       | 5      | 0           | 0          |
| V. Greško     | 5        | 0       | 2           | 0          | 2            | 0            | 0            | 0            | 1          | 0          | 0           | 0          | -                   | -                   | -                   | -                   | 8        | 0      | 2           | 0          |
| Júnior        | 27       | 0       | 5           | 0          | 1            | 0            | 0            | 0            | 2          | 0          | 0           | 0          | -                   | -                   | -                   | -                   | 30       | 0      | 5           | 0          |
| S. Lamouchi   | 30       | 2       | 3           | 1          | 1            | 0            | 0            | 0            | 4          | 0          | 1           | 0          | 1                   | 0                   | 0                   | 0                   | 36       | 2      | 4           | 1          |
| M. Marchionni | 5        | 0       | 1           | 0          | 2            | 0            | 0            | 0            | -          | -          | -           | -          | 1                   | 0                   | 0                   | 0                   | 8        | 0      | 1           | 0          |
| J. Montaño    | 1        | 0       | 0           | 0          | -            | -            | -            | -            | -          | -          | -           | -          | -                   | -                   | -                   | -                   | 1        | 0      | 0           | 0          |
| A. Mutu       | 31       | 18      | 8           | 1          | 1            | 0            | 0            | 0            | 4          | 4          | 0           | 0          | -                   | -                   | -                   | -                   | 36       | 22     | 8           | 1          |
| H. Nakata     | 31       | 4       | 1           | 0          | 1            | 0            | 0            | 0            | 4          | 0          | 0           | 0          | 1                   | 0                   | 0                   | 0                   | 37       | 4      | 1           | 0          |
| A. Pierini    | 4        | 0       | 0           | 0          | -            | -            | -            | -            | -          | -          | -           | -          | -                   | -                   | -                   | -                   | 4        | 0      | 0           | 0          |
| F. Porcari    | 1        | 0       | 0           | 0          | -            | -            | -            | -            | -          | -          | -           | -          | -                   | -                   | -                   | -                   | 1        | 0      | 0           | 0          |
| A. Rosina     | 6        | 0       | 0           | 0          | -            | -            | -            | -            | -          | -          | -           | -          | -                   | -                   | -                   | -                   | 6        | 0      | 0           | 0          |
| S. Siviglia   | 2        | 0       | 0           | 0          | 1            | 0            | 0            | 0            | 1          | 0          | 0           | 0          | -                   | -                   | -                   | -                   | 4        | 0      | 0           | 0          |
| C. Taffarel   | -        | -       | -           | -          | 2            | -3           | 0            | 0            | -          | -          | -           | -          | -                   | -                   | -                   | -                   | 2        | -3     | 0           | 0          |